# Ana María Matute

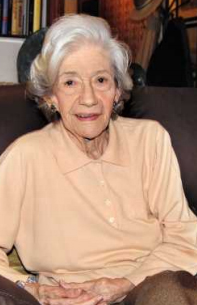
Ana María Matute, 2011

Ana María Matute (* 26. Juli 1925 in Barcelona; † 25. Juni 2014 ebenda) war eine spanische Schriftstellerin.

## Leben
Ana María Matute war das zweite von fünf Kindern einer kleinbürgerlichen katalanischen Familie. Ihre Mutter sprach Spanisch (Kastilisch), ihr Vater – von Beruf Regenschirmfabrikant – Katalanisch. Sie wuchs im Spanischen Bürgerkrieg auf. Ihre Erfahrungen aus dieser Zeit finden sich in traurigen Themen ihrer Bücher wieder. Sie „forderte die franquistischen Behörden in den fünfziger und sechziger Jahren durch schonungslose Schilderungen eines unfreien, rückständigen Landes heraus“.

## Ehrungen und Auszeichnungen
- 1959 wurde ihr für ihren Roman Erste Erinnerung der Nadal-Literaturpreis verliehen.
- Seit 1996 war sie Mitglied der Königlich Spanischen Akademie, die über die spanische Sprache wacht.
- 2010 wurde Matute mit dem Cervantespreis ausgezeichnet.[3]

## In deutscher Übersetzung erschienen

### Romane und Erzählungen
- Seltsame Kinder (Los niños tontos), Erzählungen, übertragen von Gerda Theile-Bruns. Verlag der Arche, Zürich 1961, 54 Seiten. (Die kleinen Bücher der Arche 340/341).
- Die Krämer (Los mercaderes), Romanfolge, übertragen von Doris Deinhard. Stuttgart: Deutsche Verlags-Anstalt.
  - Erste Erinnerung (Primera memoria). 1965, 249 Seiten.
  - Nachts weinen die Soldaten (Los soldados lloran de noche). 1965, 223 Seiten.
  - Die Zeit verlieren (La trampa). 1971, 240 Seiten, ISBN 3-421-01584-8. (DDR-Lizenzausgabe unter dem Titel Die Falle.)
- Die Rettung (El salvamento), Erzählungen, übersetzt von Hans Leopold Davi. Reclam, Stuttgart 1977, 75 Seiten, ISBN 3-15-009868-8. (Universal-Bibliothek 9868.)
- Olvidado rey Gudú, Roman, übersetzt von Willi Zurbrüggen. München und Zürich: Piper Verlag, 2003.
  - Der vergessene König Gudú. 589 S., ISBN 3-492-70021-7.
  - Das Erbe des Königs Gudú. 446 S., ISBN 3-492-70022-5.
- Unbewohntes Paradies (Paraíso inhabitado). Roman, übersetzt von Sabine Giersberg. Hoffmann und Campe, Hamburg 2010, 348 S., ISBN 978-3-455-40280-3.

### Kinderbücher
- Juju und die fernen Inseln (El polizón del Ulises), übertragen von Juliane Piron. Paulus-Verlag, Recklinghausen 1968, 94 Seiten.
- Yungo. Ein Junge sucht seine Stimme und findet das schöne Land (El saltamontes verde), übertragen von Juliane Piron. Bitter, Recklinghausen 1970, 62 Seiten, ISBN 3-7903-0128-0.
- Die Kinder im Zahlenland (El país de la pizarra), übertragen von Juliane Piron. Bitter, Recklinghausen 1971, 60 Seiten, ISBN 3-7903-0015-2.
- Paulina, übertragen von Roswitha Marti. Klopp, Berlin 1972, 135 Seiten, ISBN 3-7817-1330-X.

### Hörspiele
- Juju und die fernen Inseln erschien 1976 als Hörspiel von Kurt Vethake bei Bunny/WEA. Den Titelsong komponierte Peter Rudolph Heinen, er wurde von Norman Ascot gesungen.[4]